# Ed Laschuk
Edward Frederick Laschuk, detto Ed (1934 – Ottawa, 26 ottobre 2017), è stato un cestista canadese.

## Carriera
Con il Canada ha disputato i Giochi panamericani di Chicago 1959.